# Ácido domóico
O ácido domóico (AD) é uma neurotoxina do tipo ácido cainato [en] que causa o envenenamento amnésico por moluscos [en] (Amnesic shellfish poisoning - ASP). Ele é produzido por algas e se acumula em crustáceos, moluscos, sardinhas e anchovas. Quando leões-marinhos, lontras, cetáceos, humanos e outros predadores comem animais contaminados, pode ocorrer envenenamento. A exposição a esse composto afeta o cérebro, causando convulsões e, possivelmente, a morte.

## Histórico
O ácido domóico tem sido pouco utilizado ao longo da história, exceto no Japão, onde tem sido empregado como anti-helmíntico há séculos. O ácido domóico foi isolado pela primeira vez em 1959 a partir de uma espécie de alga vermelha, a Chondria armata, no Japão, que é comumente chamada de dōmoi (ドウモイ) no dialeto de Tokunoshima ou hanayanagi. Os envenenamentos na história têm sido raros ou não documentados; no entanto, acredita-se que o aumento das atividades humanas esteja resultando em uma frequência cada vez maior de proliferação de algas nocivas ao longo dos litorais nos últimos anos. Em 2015, a costa norte-americana do Pacífico foi fortemente afetada por uma proliferação de algas, composta predominantemente pela diatomácea penada produtora de ácido domóico, a Pseudo-nitzschia [en]. Consequentemente, níveis elevados de ácido domóico foram medidos em mamíferos marinhos encalhados, o que levou ao fechamento de praias e prejudicou a pesca de mariscos, caranguejos e caranguejos Dungeness.
Em 1961, aves marinhas atacaram a área de Capitola, na Califórnia, e, embora isso nunca tenha sido confirmado, mais tarde foi levantada a hipótese de que elas estavam sob a influência do ácido domóico.
Em 1987, na Ilha do Príncipe Eduardo, no Canadá, houve um envenenamento por mexilhões azuis (Mytilus edulis) contaminados com ácido domóico que resultou em três mortes.
Foi sugerido que o ácido domóico esteve envolvido em um incidente ocorrido em 22 de junho de 2006, quando um pelicano pardo da Califórnia voou pelo para-brisa de um carro na Pacific Coast Highway.
Em 14 de junho de 2019, em Pismo Beach, na costa central da Califórnia, um adolescente foi atacado e ferido por um leão-marinho que supostamente estava sob a influência de ácido domóico.

## Química

### Geral
O ácido domóico é um análogo estrutural do ácido caínico, da prolina e do neurotransmissor excitatório endógeno glutamato. Ohfune e Tomita, que queriam investigar sua estereoquímica absoluta, foram os primeiros e únicos a sintetizar o ácido domóico em 1982.

### Biossíntese
Em 1999, usando precursores marcados com 13C e 14C, foi examinada a biossíntese do ácido domóico no gênero de diatomáceas Pseudo-nitzschia. Após a adição de [1,2-13C2]-acetato, a espectroscopia NMR mostrou o enriquecimento de cada carbono no ácido domóico, indicando a incorporação dos isótopos de carbono. Esse enriquecimento foi consistente com duas vias biossintéticas. O padrão de rotulagem determinou que o ácido domóico pode ser biossintetizado por um intermediário isoprenóide em combinação com um intermediário do ciclo do ácido tricarboxílico.
Em 2018, usando condições de crescimento controladas para induzir a produção de ácido domóico em Pseudo-nitzschia multiseries, o sequenciamento do transcriptoma identificou com sucesso genes candidatos à biossíntese de ácido domóico responsáveis pelo núcleo de pirrolidina. Esses genes de biossíntese do ácido domóico, ou enzimas "Dab", foram expressos de forma heteróloga, caracterizados e anotados como dabA (terpeno ciclase), dabB (proteína hipotética), dabC (dioxigenase dependente de α-cetoglutarato) e dabD (CYP450).

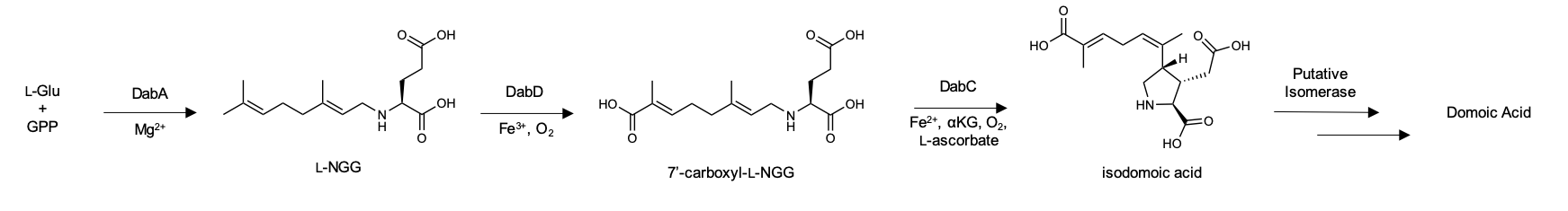
Via biossintética simplificada do ácido domóico, com todas as estruturas, enzimas e cofatores pertinentes listados conforme descrito por Brunson et al. no artigo "Biosynthesis of the neurotoxin domoic acid in a bloom-forming diatom".

A biossíntese do ácido domóico começa com a geranilação catalisada pela DabA do ácido L-glutâmico (L-Glu) com geranil pirofosfato (GPP) para formar o ácido N-geranil-L-glutâmico (L-NGG). Em seguida, a DabD realiza três reações de oxidação sucessivas no 7′-metil do L-NGG para produzir 7′-carboxi-L-NGG, que é então ciclizado pela DabC para gerar o ácido isodomóico A, que ocorre naturalmente. É necessária uma investigação mais aprofundada para resolver a reação de isomerização final para concluir o caminho para o ácido domóico.

### Síntese

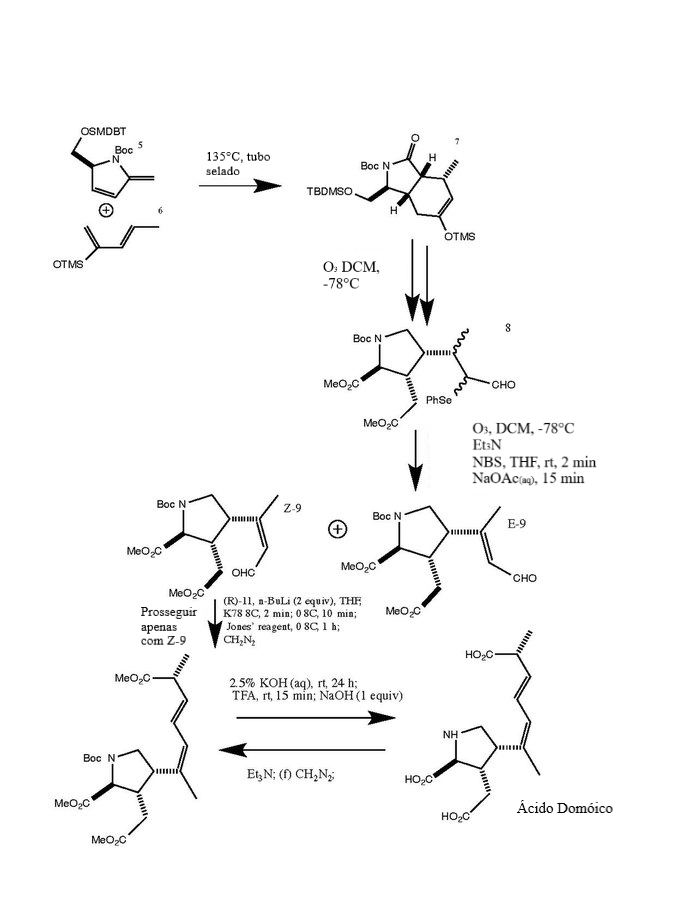
Síntese do ácido domóico conforme descrito por Jonathan Clayden, Benjamin Read e Katherine R. Hebditch, no artigo Chemistry of domoic acid, isodomoic acids, and their analogues.

A síntese do ácido domóico foi descrita por Clayden et al. (2005) no artigo Chemistry of domoic acid, isodomoic acids, and their analogues (Química do ácido domóico, ácidos isodomóicos e seus análogos). Usando os intermediários 5 e 6, uma reação de Diels-Alder produziu um composto bicíclico (7). Em seguida, o 7 foi submetido à ozonólise para abrir o anel de seis membros, levando ao seleneto (8). O 8 foi então deselenado para formar o 9 (E-9 e Z-9), levando, por fim, à formação do (-) ácido domóico.

## Mecanismo de ação
Os efeitos do ácido domóico foram atribuídos a vários mecanismos, mas o mais preocupante é o que ocorre por meio dos receptores de glutamato. O ácido domóico é um análogo de aminoácido excitatório do glutamato, um neurotransmissor no cérebro que ativa os receptores de glutamato. O ácido domóico tem uma afinidade muito forte por esses receptores, o que resulta em excitotoxicidade iniciada por uma ação integrativa nos receptores ionotrópicos de glutamato em ambos os lados da sinapse, juntamente com o efeito de bloquear o canal de dessensibilização rápida. Além disso, há um efeito sinérgico com glutamato endógeno e agonistas do receptor de N-metil-D-aspartato que contribuem para a excitotoxicidade.
No cérebro, o ácido domóico danifica especialmente o hipocampo e o núcleo da amígdala cerebelosa. Ele danifica os neurônios ao ativar os receptores de alfa-amino-3-hidroxi-metil-5-4-isoxazolpropiónico (AMPA) e de cainato, causando um influxo de cálcio. Embora o fluxo de cálcio para as células seja normal, o aumento descontrolado do cálcio causa a degeneração das células. Como o hipocampo pode ser gravemente danificado, ocorre perda de memória de curto prazo. Ele também pode causar danos aos rins, mesmo em níveis considerados seguros para o consumo humano, conforme revelou um novo estudo em camundongos. O rim é afetado em uma concentração cem vezes menor do que a permitida pelos regulamentos da agência americana FDA.

## Toxicologia
| Sintomas do ácido domóico                                         | Sintomas do ácido domóico     |
| Humanos                                                           | Animais                       |
| ----------------------------------------------------------------- | ----------------------------- |
| vômito                                                            | torção de cabeça              |
| nausea                                                            | convulsões                    |
| diarreia e cólicas abdominais, dentro de 24 horas após a ingestão | olhos esbugalhados            |
| dor de cabeça                                                     | muco saindo da boca           |
| tontura                                                           | desorientação e agressividade |
| confusão, desorientação                                           | morte                         |
| perda de memória de curto prazo                                   |                               |
| fraqueza motora                                                   |                               |
| convulsões                                                        |                               |
| secreções respiratórias abundantes                                |                               |
| arritmias cardíacas                                               |                               |
| coma e possível morte                                             |                               |
| Referências para todos, salvo indicação em contrário              |                               |

A proliferação de algas produtoras de ácido domóico está associada ao fenômeno do envenenamento amnésico por moluscos (ASP). O ácido domóico pode ser bioacumulado em organismos marinhos, como crustáceos, moluscos, anchovas e sardinhas que se alimentam do fitoplâncton conhecido por produzir essa toxina. Ele pode se acumular em altas concentrações nos tecidos desses alimentadores de plâncton quando o fitoplâncton tóxico está em alta concentração nas águas. O ácido domóico é uma neurotoxina que inibe os processos neuroquímicos, causando perda de memória de curto prazo, danos cerebrais e, em casos graves, morte em humanos. Em mamíferos marinhos, o ácido domóico normalmente causa convulsões e tremores.
Estudos demonstraram que não há efeitos sintomáticos em humanos em níveis de 0,5 mg/kg de peso corporal. No envenenamento por ácido domóico em 1987 na Ilha do Príncipe Eduardo, foram observadas concentrações que variaram de 0,31 a 1,28 mg/kg de tecido muscular em pessoas que ficaram doentes (três delas morreram). Níveis perigosos de ácido domóico foram calculados com base em casos como o da Ilha do Príncipe Eduardo. O LD50 exato para humanos é desconhecido; para camundongos, o LD50 é de 3,6 mg/kg.
Novas pesquisas descobriram que o ácido domóico é uma toxina resistente ao calor e muito estável, que pode danificar os rins em concentrações 100 vezes menores do que as que causam efeitos neurológicos.

## Diagnóstico e prevenção
Para ser diagnosticado e tratado em caso de envenenamento, o ácido domóico deve ser detectado primeiro. Métodos como ELISA ou desenvolvimento de sonda com reação em cadeia da polimerase (PCR) podem ser usados para detectar a toxina ou o organismo que produz essa toxina.
Não há antídoto conhecido disponível para o ácido domóico. Portanto, se ocorrer envenenamento, é aconselhável ir rapidamente a um hospital. Cozinhar ou congelar peixes afetados ou tecidos de mariscos contaminados com ácido domóico não diminui a toxicidade.
Como preocupação de saúde pública, a concentração de ácido domóico em mariscos ou partes de mariscos no ponto de venda não deve exceder o limite permissível de 20 mg/kg de tecido. Além disso, durante o processamento de mariscos, é importante prestar atenção aos fatores das condições ambientais.

## Na cultura popular
Em 18 de agosto de 1961, em Capitola e Santa Cruz, Califórnia, houve uma invasão do que as pessoas descreveram como aves marinhas caóticas. Acredita-se que essas aves estavam sob a influência de ácido domóico, o que inspirou uma cena no longa-metragem de Alfred Hitchcock, The Birds (Os Pássaros).
Além disso, o ácido domóico foi usado para envenenar uma testemunha no episódio 13 da 1ª temporada da série Elementary: "The Red Team".
Na série de TV O Nevoeiro (nome original Bunk'd), no episódio 10 da segunda temporada, a ácido domóico toma conta do Acampamento Kikiwaka, fazendo com que os campistas desenvolvam personalidades bizarramente alteradas.